# Sun Records
Sun Records bylo hudební vydavatelství založené Samem Phillipsem v Memphisu ve státě Tennessee. Je známé především tím, že poskytlo nahrávací kontrakt mnoha velmi známým a později i populárním hudebníkům v jejich začátcích. Svoji kariéru zde zahájili mezi jinými Elvis Presley (jehož kontrakt byl v roce 1956 z finančních důvodů prodán firmě RCA Records za 35000 dolarů), Carl Perkins, Roy Orbison a Johnny Cash.

## Historie
Společnost zahájila činnost 27. března 1952. Firemní logo navrhl Phillipsův spolužák ze střední školy John Gale Parker Jr.
Sam Phillips chtěl původně nahrávat především hudbu afroamerických hudebníků. Měl v oblibě styl rhythm and blues a chtěl prodávat nahrávky černošské hudby bílému publiku. Byl to producent a zvukový technik Sunu Jack Clement, kdo objevil Jerry Lee Lewise (zatímco majitel firmy Phillips byl pryč a cestoval po Floridě). Hudebníci Sunu byli průkopníky populární hudby druhé poloviny 20. století a tvůrci mnoha nových hudebních stylů, především rokenrolu a rockabilly. Produkce vydavatelství pak dále ovlivnila mnoho mladších interpretů, jako byli např. Beatles.
V roce 1969 koupil vydavatelství od Phillipse producent firmy Mercury Records Shelby Singleton. Vznikla tak společnost Sun International Corporation, která v 70. letech vydávala reedice starších titulů Sunu. Společnost existuje dodnes pod názvem Sun Entertainment Corporation a prodává licence svých nahrávek nezávislým reedičním labelům. Pod Sun Entertainment Corporation spadají ještě další labely, které společnost postupně získala, jako jsou např. SSS International Records, Plantation Records, Amazon Records, Red Bird Records a Blue Cat Records.
Kromě společnosti Sama Phillipse existovalo v dřívější či stejné době ještě přinejmenším osm hudebních vydavatelství s názvem Sun Records. Žádné z nich ale nedosáhlo významu Phillipsovy společnosti.